# Yedipınar, Korkut
Yedipınar là một xã thuộc huyện Korkut, tỉnh Muş, Thổ Nhĩ Kỳ. Dân số thời điểm năm 2011 là 904 người.